# Harasov (rybník)
Rybník Harasov (dříve též Novomlýnská tůň) je rybník v okrese Mělník. Nachází se nedaleko obce Nebužely, avšak spadá pod správu obce Vysoká. Nachází se v CHKO Kokořínsko – Máchův kraj. Díky své poloze je hojně navštěvován turisty, neboť se jedná o jednu z mála vodních ploch na Kokořínsku, které je též velmi navštěvované. Na skále naproti rybníku se nachází zbytky hradu Harasova. Na opačné straně je hotel Harasov.

## Flóra a fauna
V rybníku se hojně vyskytuje stulík žlutý, kterým je porostlá celá polovina rybníka. Rovněž se zde velmi daří vodním plžům. Je zde rozšířena ryba slunka obecná.

## Zajímavosti
Rybník se objevil ve filmu Čert ví proč.

## Obrázky

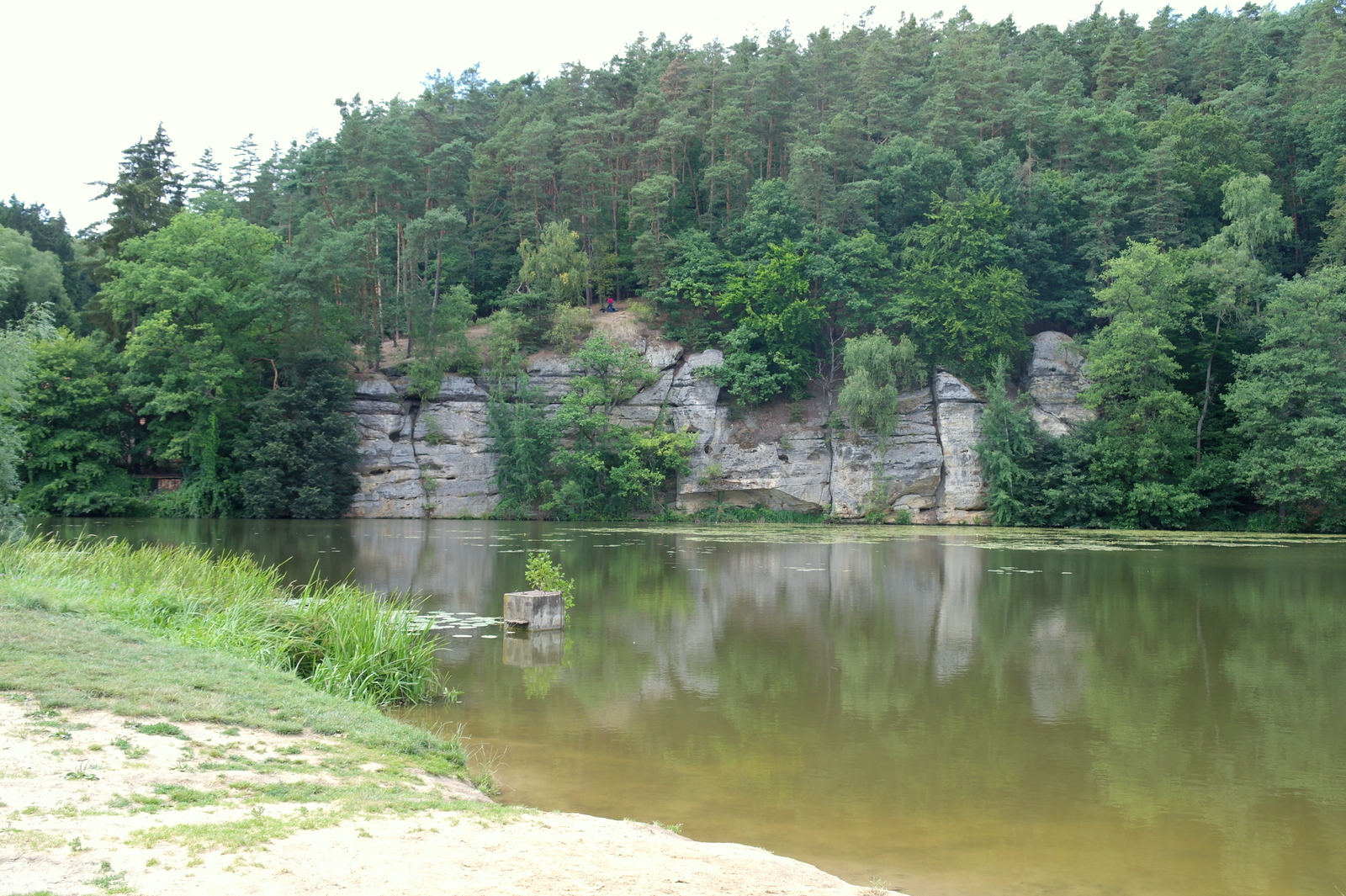
rybník Harasov
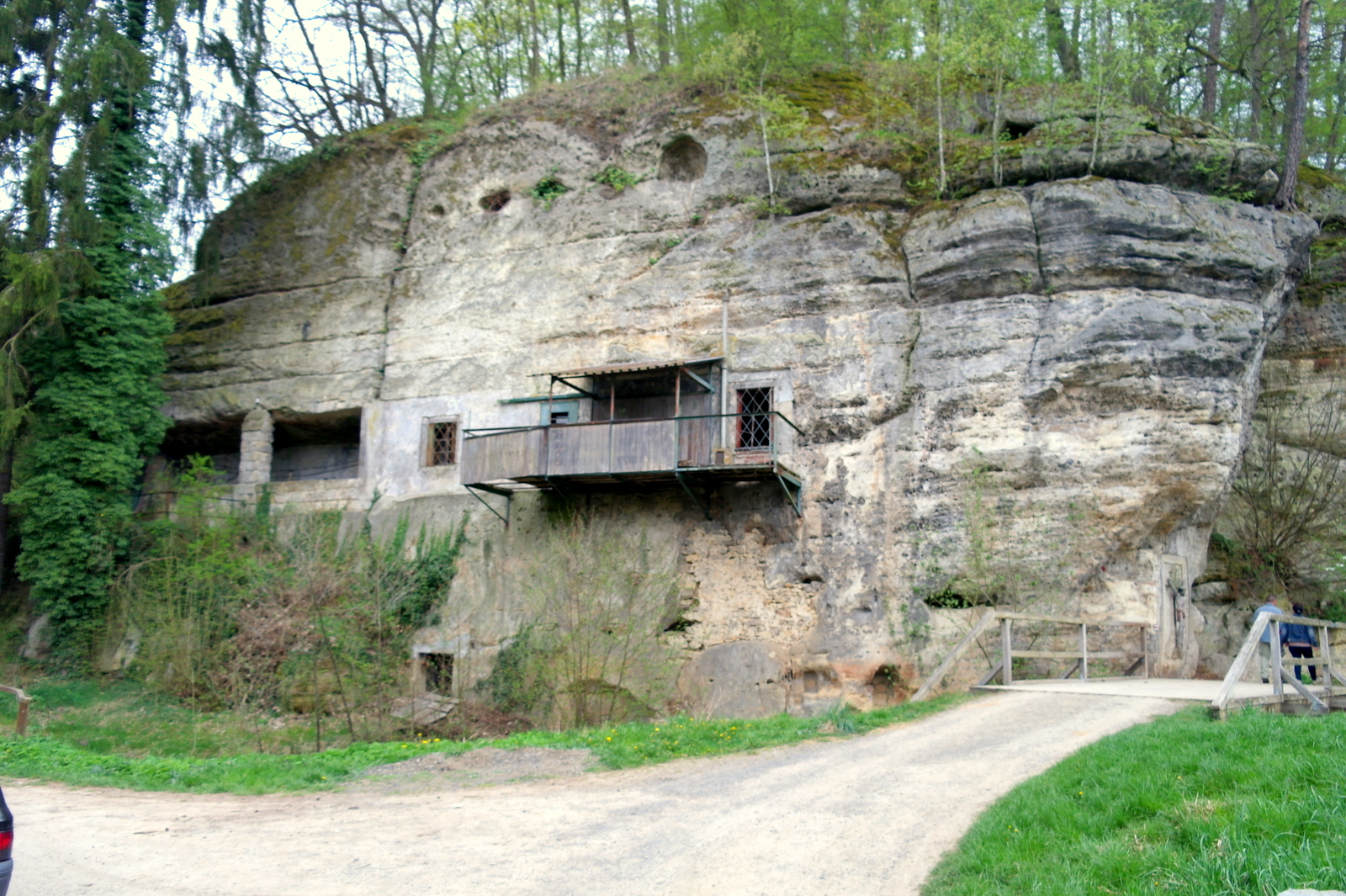
pozůstatky hradu Harasova
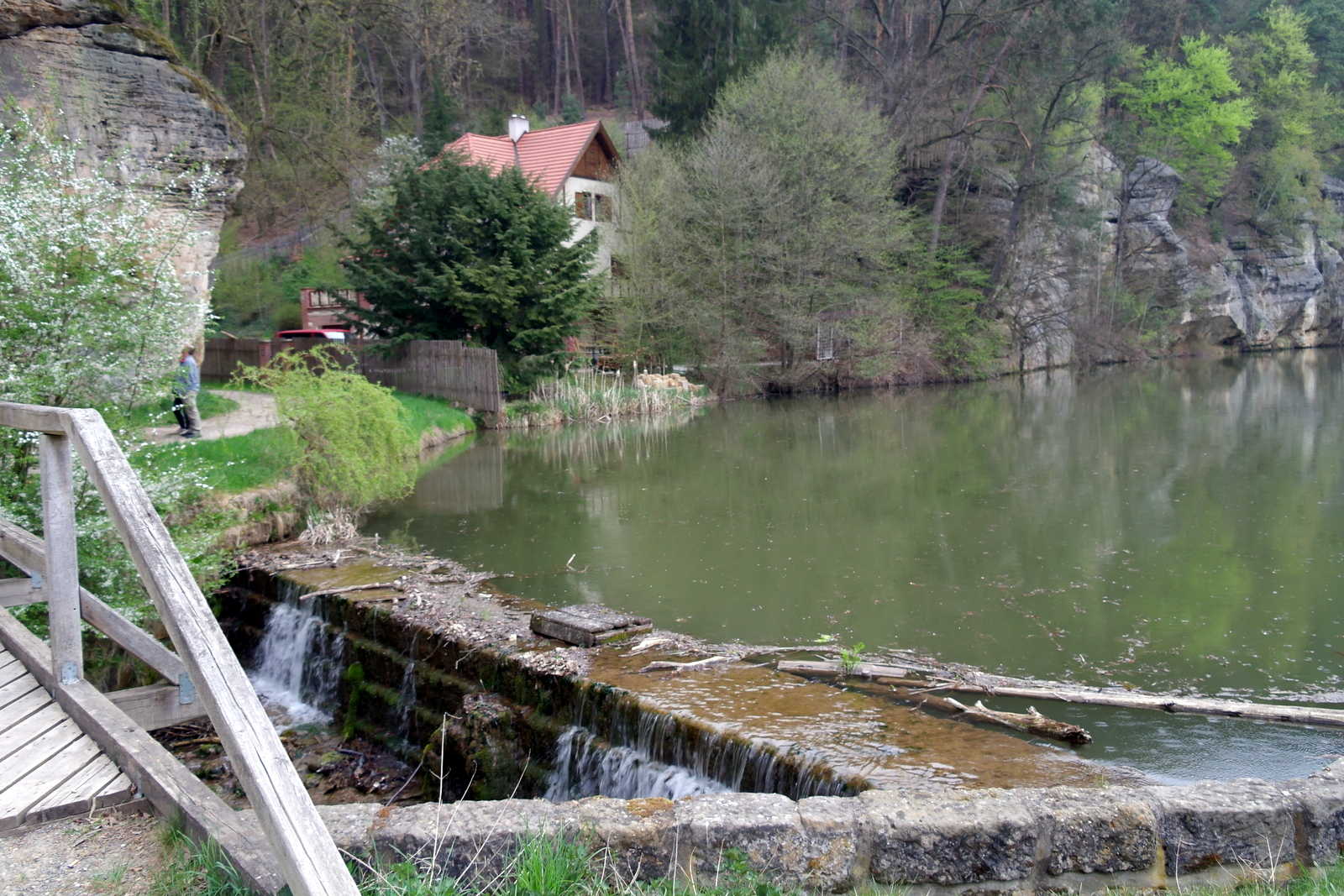
hráz Harasova
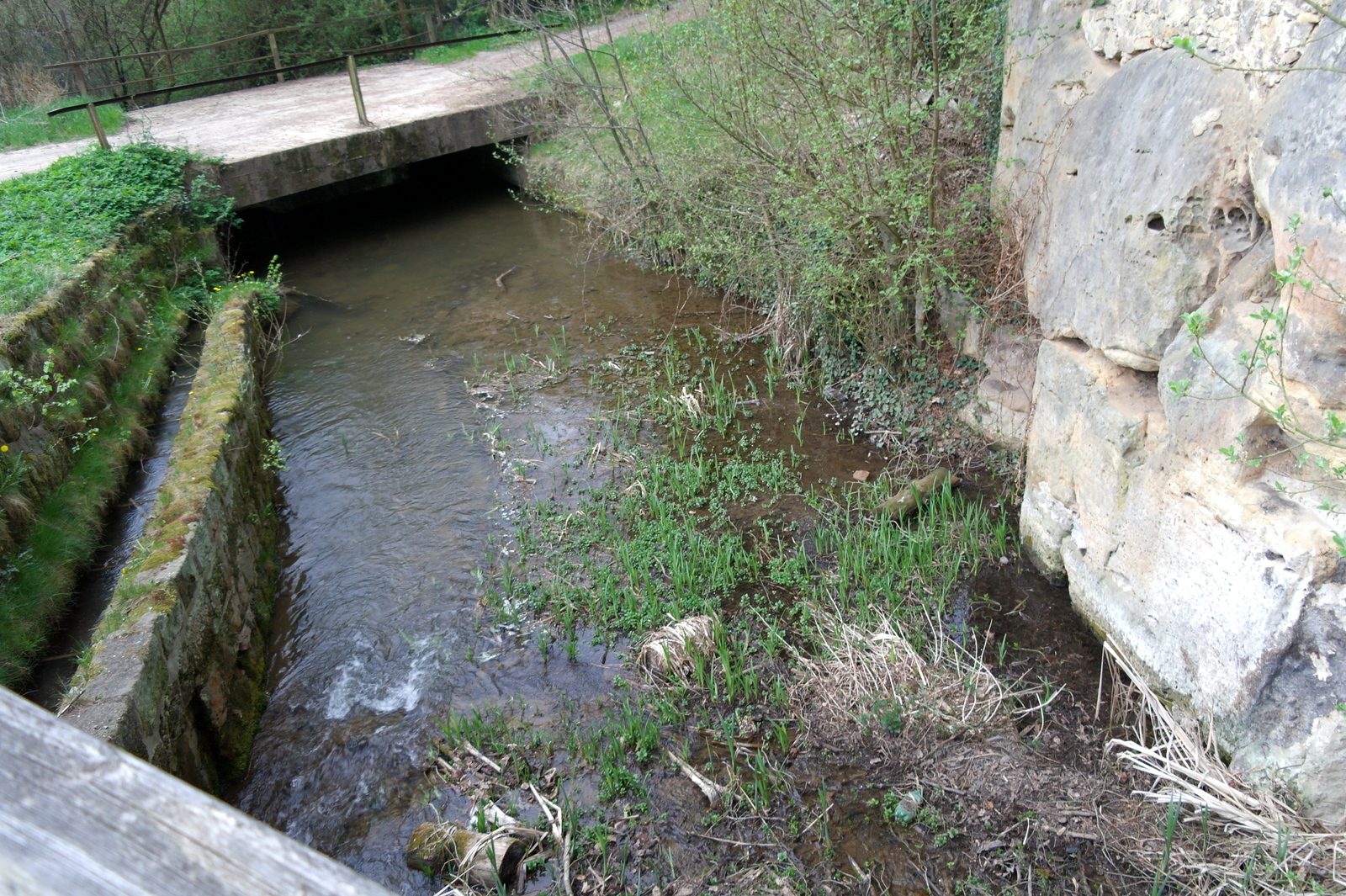
Pšovka odtékající z Harasova
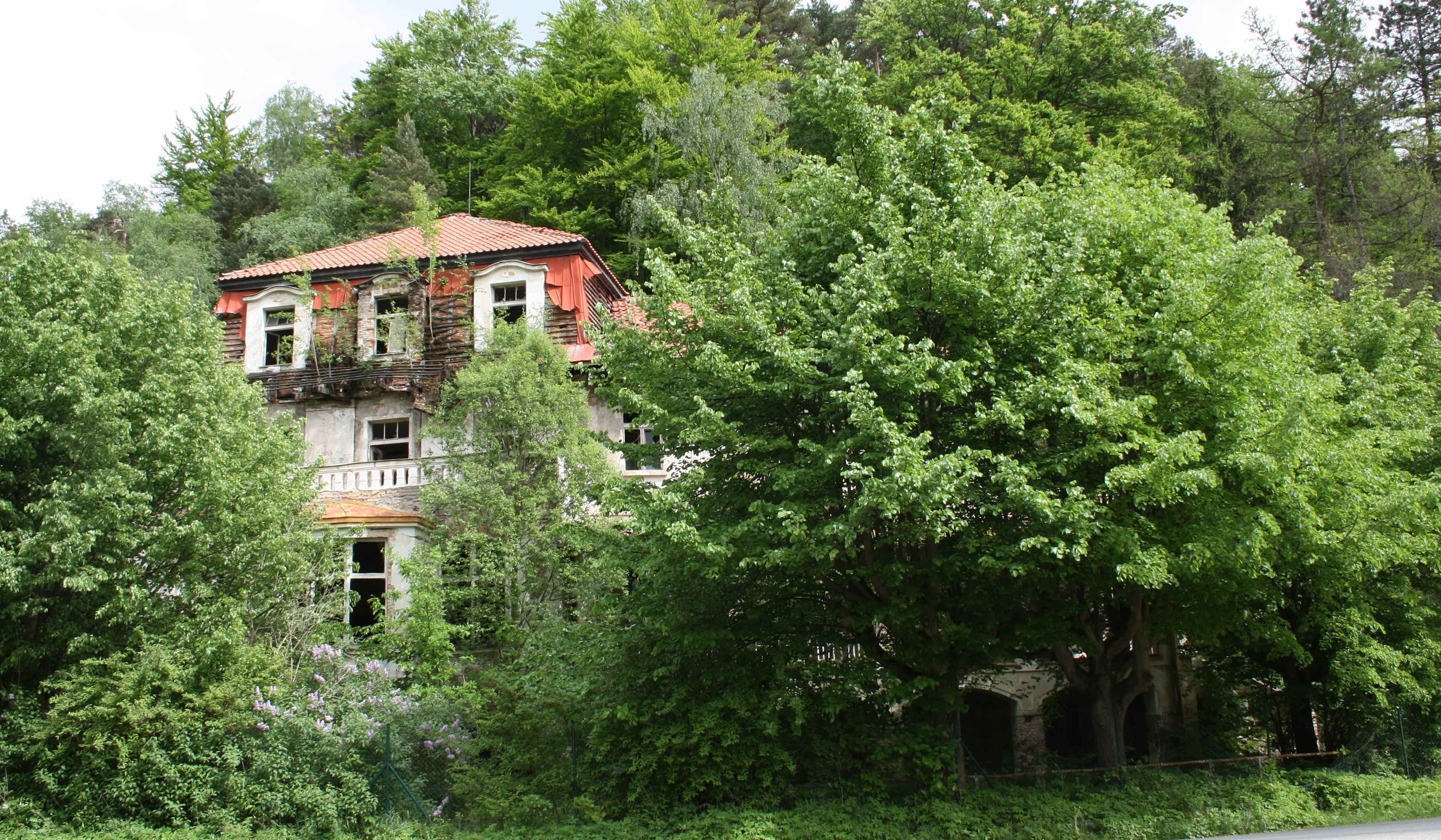
dnes již zchátralý hotel Harasov naproti hrádku Harasov
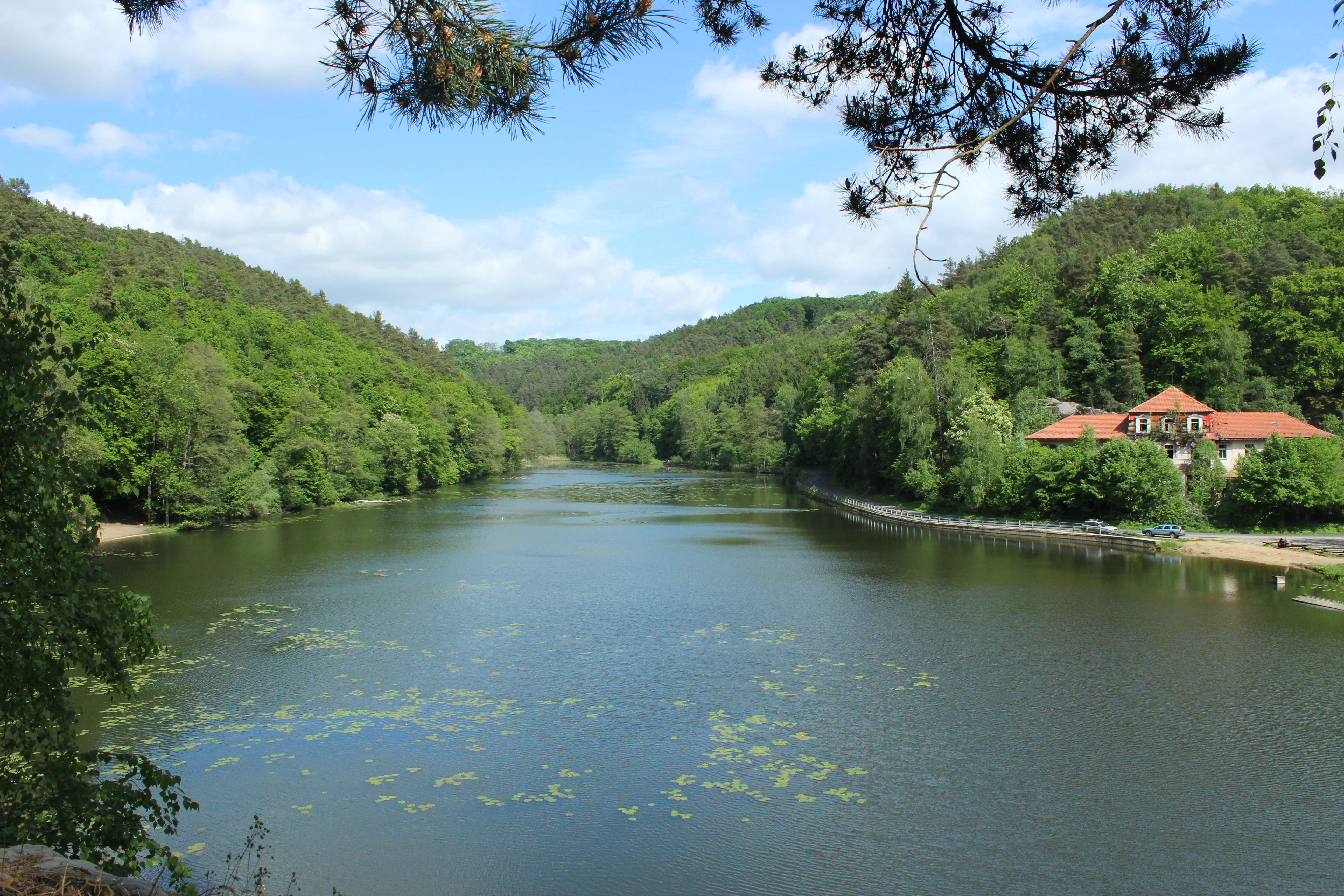
celkový pohled na Harasov (z hradu)